# Beamsley
Beamsley – wieś w Anglii, w hrabstwie North Yorkshire, w dystrykcie (unitary authority) North Yorkshire. Leży 53 km na zachód od miasta York i 298 km na północny zachód od Londynu.